# Hydrellia maura
Hydrellia maura är en tvåvingeart som beskrevs av Johann Wilhelm Meigen 1838. Hydrellia maura ingår i släktet Hydrellia och familjen vattenflugor. Arten är reproducerande i Sverige. Inga underarter finns listade i Catalogue of Life.